# Гамбара (Италия)
 Тази статия е за градчето в Северна Италия.  За лангобардската кралица вижте Гамбара.  
Га̀мбара (на италиански: Gambara) е малко градче и община в Северна Италия, провинция Бреша, регион Ломбардия. Разположено е на 51 m надморска височина. Населението на общината е 4750 души (към 2013 г.).